# 1621
Реформація •  Епоха великих географічних відкриттів •  Ганза •  Нідерландська революція •  Річ Посполита •  Запорозька Січ

## Геополітична ситуація
Османську імперію очолює Осман II (до 1622). Під владою османського султана перебувають Близький Схід та Єгипет, Середземноморське узбережжя Північної Африки, частина Закавказзя, значні території в Європі: Греція, Болгарія та Сербія. Васалами османів є Волощина та Молдова.
Священна Римська імперія — наймогутніша держава Європи. Її територія охоплює, крім німецьких земель, Угорщину з Хорватією, Богемію, Північну Італію. Її імператором є Фердинанд II з родини Габсбургів (до 1637). На території імперії триває Тридцятирічна війна.
Габсбург Філіп IV Великий є королем Іспанії (до 1665) та Португалії. Йому належать Іспанські Нідерланди, південь Італії, Нова Іспанія, Нова Гранада та Нова Кастилія в Америці, Філіппіни. Португалія, попри правління іспанського короля, залишається незалежною. Вона має володіння в Бразилії, в Африці, в Індії, на Цейлоні, в Індійському океані й Індонезії.
Північ Нідерландів займає Республіка Об'єднаних провінцій. Король Франції — Людовик XIII Справедливий (до 1643). Королем Англії є Яків I Стюарт (до 1625). Король Данії та Норвегії — Кристіан IV Данський (до 1648), Швеції — Густав II Адольф (до 1632). На Апеннінському півострові незалежні Венеціанська республіка та Папська область.
Королем Речі Посполитої, якій належать українські землі, є Сигізмунд III Ваза (до 1632). На півдні України існує Запорозька Січ.
Царем Московії є Михайло Романов (до 1645). Існують Кримське ханство, Ногайська орда.
Шахом Ірану є сефевід Аббас I Великий (до 1629).
Значними державами Індостану є Імперія Великих Моголів, Біджапурський султанат, султанат Голконда, Віджаянагара. У Китаї править династія Мін, маньчжури утворили династію Пізня Цзінь. В Японії триває період Едо.

## Події

### Україна
- 1—29 вересня тривала Хотинська битва, в якій війська Речі Посполитої з українськими козаками зупинили наступ Османської імперії.
- 8 жовтня укладено Хотинський мирний договір. Османи отримали Хотин, але зобов'язалися не нападати на Україну.
- Від татарського набігу потерпіли землі біля Луцька та в Карпатах — зокрема Снятин, Стебник й Коломия.
- У час всієї кампанії за завданням Петра Сагайдачного в Чорному морі діяв козацький флот у складі 200 чайок і 10 тисяч козаків, в часі цього походу товариство здобуло Трапезунд і Синоп.

### Світ

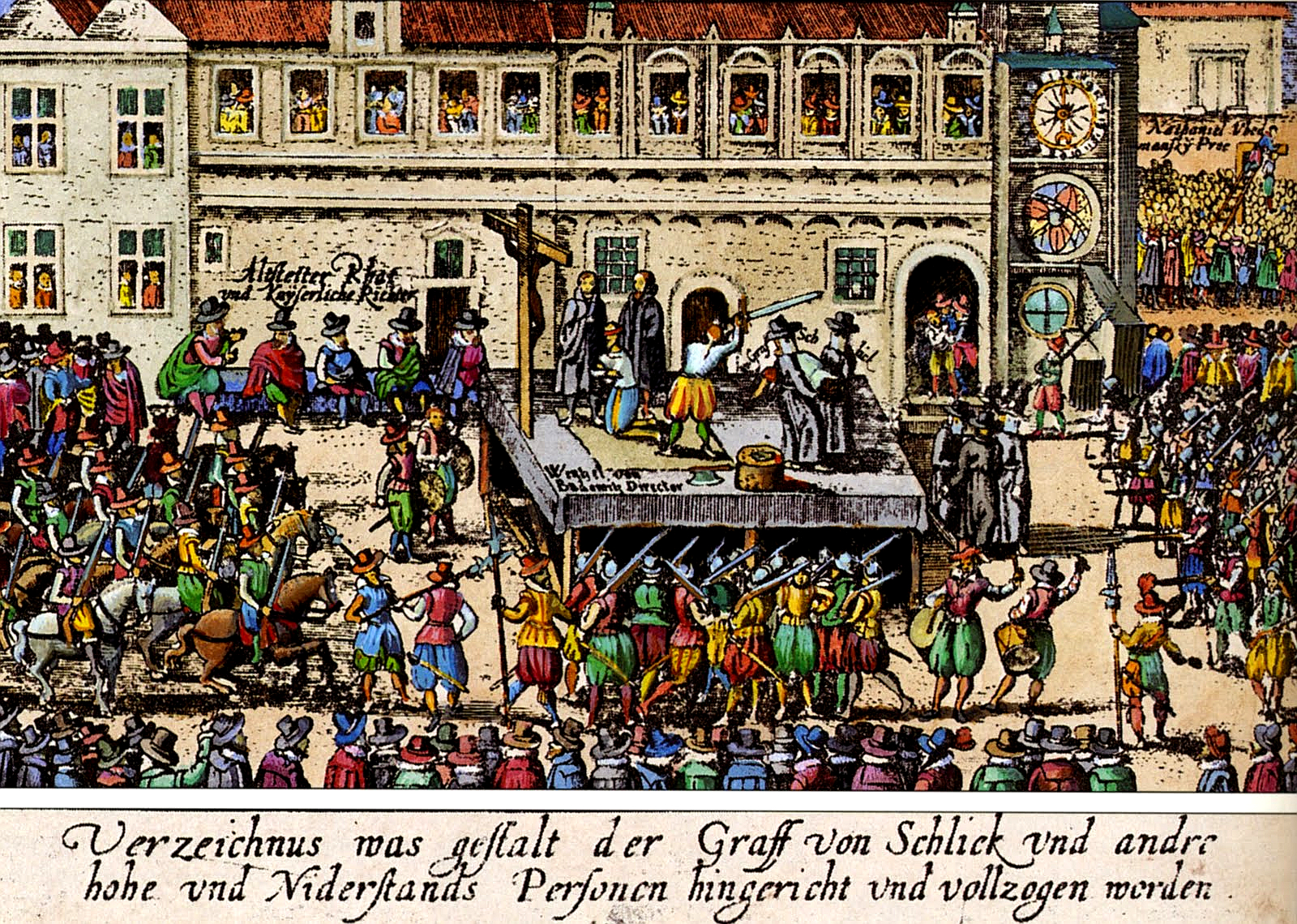
Публічна страта чеської знаті в Празі.

- 9 лютого розпочався понтифікат Григорія XV.
- На іспанський престол вступив Філіп IV Габсбург.
- Закінчився термін Дванадцятирічного перемир'я між Іспанією та Республікою Об'єднаних провінцій. Відновилася Вісімдесятирічна війна.
- Тридцятирічна війна:
  - 24 травня формально розпущено Протестантську унію.
  - 21 червня в Празі публічно страчено 27 знатних чехів.
  - 25 липня поблизу Нового Їнчина у Сілезії залишки протестантів стримали наступ католиків.
  - 31 грудня укладено угоду між імператором Фердинандом II Габсбургом та Габором Бетленом. Бетлен відмовився від посягань на угорський трон, але зберіг свої володіння в Трансильванії.
- У Франції війська короля Людовика XIII ведуть боротьбу проти повсталих гугенотів.
- Засновано Голландську Вест-Індську компанію.
- У Швеції Гетеборг отримав статус міста.
- Шведи захопили у Речі Посполитої Ригу.
- Імператор Ефіопії Сусеньйос I перейшов у католицизм.
- Маньчжури хана Нурхаці захопили Ляоян.

### Наука
- Нідерландець Вілеброрд Снеліус відкрив закон заломлення світла.

## Народились
- 8 липня — Жан де Лафонтен, французький поет, байкар
- ? — Павло Тетеря, гетьман